# 印度洋侏鰩
印度洋侏鰩（學名：[Fenestraja mamillidens] 错误：{{Lang}}：文本有斜体标记（帮助）），為軟骨魚綱鰩目吞鰩科侏鰩屬的一種，分布於印度洋印度及斯里蘭卡海域，深度可達1093公尺，體長可達41.5公分，棲息在深海海域，為底棲性魚類，屬肉食性，卵生，生活習性不明。